# Сентервілл (Массачусетс)
Сентрвілл (англ. Centerville) — одне з семи селищ у місті Барнстебел, штат Массачусетс на Кейп-Коді. Розташований на південній стороні Барнстебла, Сентрвілл є в основному житловим, проте включає невеликий діловий район та пляжі. Він має власну початкову школу та публічну бібліотеку, в ньому розташовані історичний район та історичний музей Сентрвілла.
Сентрвілл містить околицю і пляж Крейгвілл. Сентервілл спочатку називався Чеквакет (що означає "приємна гавань").